# Frontier No 19
Frontier No 19 est une municipalité rurale située dans le Sud-Ouest de la Saskatchewan au Canada. En fait, elle est adjacente à la frontière avec les États-Unis vis-à-vis le comté de Blaine au Montana. Le siège de la municipalité rurale se situe dans le village indépendant de Frontier (en) qui se trouve près du coin nord-est du territoire de la municipalité rurale. Lors du recensement de 2006, la municipalité rurale de Frontier No 19 avait une population de 323 habitants.

## Communautés
Les communautés suivantes se trouvent dans la municipalité rurale de Frontier No 19.

## Démographie
| 2001 | 2006 | 2011 | 2016 |
| ---- | ---- | ---- | ---- |
| 319  | 323  | 371  | 326  |

Village
- Frontier (en) (siège de la municipalité)

Localités
- Claydon (en)
- Divide (en)
- Loomis (en)
- Staynor Hall

## Transport
L'autoroute 18 traverse la municipalité rurale de Frontier No 19.